# Gioventù/Un uomo va
Gioventù/Un uomo va è un 45 giri del duo Paola e Federica, pubblicato nel 1982 dall'etichetta discografica EMI.

## I brani
Gioventù, scritta da Luigi Albertelli su musica e arrangiamento di Vince Tempera era la sigla della trasmissione televisiva Direttissima con la tua antenna, programma contenitore per ragazzi andato in onda sulle reti Rai..
Un uomo va, scritta dagli stessi autori, era il lato B del disco.

## Tracce
Lato A
1. Gioventù – 3:09 (Luigi Albertelli, Vince Tempera)

Durata totale: 3:09
Lato B
1. Un uomo va – 3:08 (Luigi Albertelli, Vince Tempera)

Durata totale: 3:08